# Вилијамстаун (Пенсилванија)
Вилијамстаун (енгл. Williamstown) град је у америчкој савезној држави Пенсилванија.

## Демографија
По попису из 2010. године број становника је 1.387, што је 46 (-3,2%) становника мање него 2000. године.
| Група             | 2000.         | 2010.         |
| Белци             | 1.415 (98,7%) | 1.340 (96,6%) |
| Афроамериканци    | 2 (0,1%)      | 21 (1,5%)     |
| Азијати           | 3 (0,2%)      | 11 (0,8%)     |
| Хиспаноамериканци | 5 (0,3%)      | 7 (0,5%)      |
| Укупно            | 1.433         | 1.387         |